# CeraVe
 (août 2025).
CeraVe est une entreprise spécialisée en dermatologie et soins de la peau et vend des produits de soins de la peau,.

## Produits
L'entreprise fabrique et commercialise de nombreux produits de soins de la peau, principalement utilisés pour traiter l'acné, l'eczéma, la peau sèche, etc.,, Ils contiennent des céramides,.

## Histoire
CeraVe a été fondée en 2005 et appartenait à la société pharmaceutique Valeant, mais elle a ensuite été vendue et acquise par L'Oréal avec 2 autres sociétés (AcneFree et Ambi) pour 1,3 milliard de dollars,,.
Plus tard, les influenceurs/« skinfluencers » sur les réseaux sociaux ont eu un impact/soutien sur CeraVe,,.